# Contre-la-montre masculin aux championnats du monde de cyclisme sur route 2000
Navigation
1999 2001
Le contre-la-montre masculin des championnats du monde de cyclisme sur route 2000 a lieu le 12 octobre 2000 autour de Plouay, en France. Il est remporté par l'Ukrainien Serhiy Honchar.

## Participation
Ce championnat est disputé moins de deux semaines après le contre-la-montre des Jeux olympiques de Sydney. Les meilleurs spécialistes de la disciplines sont absents. C'est notamment le cas des trois médaillés des JO Viatcheslav Ekimov, Lance Armstrong et Jan Ullrich, champion du monde en titre. Alex Zülle, Andreas Klöden ont également déclaré forfait. 
Quatrième et cinquième à Sydney, et tous deux anciens champions du monde, Abraham Olano et Laurent Jalabert sont considérés comme les favoris. Ce dernier doit cependant déclarer forfait le jour de la course, à cause d'une gastro-entérite. Les autres principaux prétendants sont Serhiy Honchar, deux fois médaillé de ce championnat, Michael Rich, László Bodrogi, Chris Boardman, Raivis Belohvoščiks, Thor Hushovd, Tyler Hamilton,.

## Parcours
Le parcours de 46,7 km est « rectiligne et peu technique » d'après Laurent Jalabert. Une côte de 2,5 km de long et d'un dénivelé de 90 mètres débute au kilomètre 13,5. La suite du parcours est essentiellement descendante, jusqu'à trois kilomètres de l'arrivée, où une deuxième côte de 1,5 km à 4 % est à franchir.

## Déroulement et résultat de la course
Serhiy Honchar remporte le titre de champion du monde en parcourant les 46,7 km en 56 min 21 s 75, à une vitesse moyenne de 50,672 km/h. Il devance Michael Rich de dix secondes. Rich a réalisé les meilleurs temps aux deuxième, troisième et quatrième points intermédiaires (24e, 38e et 43e kilomètres), et a cédé en fin de parcours. Le jeune László Bodrogi est troisième, à 24 secondes. Les anciens champions du monde Chris Boardman et Abraham Olano sont quatrième et cinquième, à plus d'une minute,.

## Classement
|                           | Coureur                | Pays           |    | Temps          |
| ------------------------- | ---------------------- | -------------- | -- | -------------- |
| Médaille d'or, monde      | Serhiy Honchar         | Ukraine        | en | 56 min 21 s 75 |
| Médaille d'argent, monde  | Michael Rich           | Allemagne      | +  | 10 s 20        |
| Médaille de bronze, monde | László Bodrogi         | Hongrie        | +  | 24 s 02        |
| 4                         | Chris Boardman         | Royaume-Uni    | +  | 1 min 16 s 33  |
| 5                         | Abraham Olano          | Espagne        | +  | 1 min 28 s 38  |
| 6                         | Dario Frigo            | Italie         | +  | 1 min 59 s 59  |
| 7                         | Jens Voigt             | Allemagne      | +  | 1 min 59 s 73  |
| 8                         | Sergiy Matveyev        | Ukraine        | +  | 2 min 05 s 51  |
| 9                         | Andrei Teteriouk       | Kazakhstan     | +  | 2 min 06 s 71  |
| 10                        | Marco Pinotti          | Italie         | +  | 2 min 15 s 77  |
| 11                        | Jean Nuttli            | Suisse         | +  | 2 min 38 s 22  |
| 12                        | Raivis Belohvoščiks    | Lettonie       | +  | 2 min 38 s 53  |
| 13                        | Rik Verbrugghe         | Belgique       | +  | 3 min 01 s 68  |
| 14                        | Ondřej Sosenka         | Tchéquie       | +  | 3 min 19 s 84  |
| 15                        | Robert Hunter          | Afrique du Sud | +  | 3 min 34 s 13  |
| 16                        | Ruslan Ivanov          | Moldavie       | +  | 3 min 39 s 80  |
| 17                        | Christophe Moreau      | France         | +  | 3 min 40 s 25  |
| 18                        | Martín Garrido         | Argentine      | +  | 3 min 41 s 33  |
| 19                        | Martin Cotar           | Croatie        | +  | 3 min 42 s 74  |
| 20                        | Oleg Joukov            | Russie         | +  | 3 min 44 s 83  |
| 21                        | Piotr Chmielewski      | Pologne        | +  | 3 min 47 s 21  |
| 22                        | Thor Hushovd           | Norvège        | +  | 4 min 08 s 95  |
| 23                        | Martin Hvastija        | Slovénie       | +  | 4 min 11 s 65  |
| 24                        | Tyler Hamilton         | États-Unis     | +  | 4 min 21 s 02  |
| 25                        | Stuart Dangerfield     | Royaume-Uni    | +  | 4 min 30 s 14  |
| 26                        | Andrej Hauptman        | Slovénie       | +  | 4 min 31 s 73  |
| 27                        | Jukka Heinikainen      | Finlande       | +  | 4 min 54 s 60  |
| 28                        | Remco van der Ven      | Pays-Bas       | +  | 5 min 18 s 14  |
| 29                        | Joaquim Adrego Andrade | Portugal       | +  | 5 min 22 s 02  |
| 30                        | Piotr Przydział        | Pologne        | +  | 5 min 42 s 67  |
| 31                        | Gabor Kisko            | Hongrie        | +  | 5 min 48 s 86  |
| 32                        | Tom Leaper             | Australie      | +  | 5 min 56 s 32  |
| 33                        | Christian Poos         | Luxembourg     | +  | 6 min 02 s 61  |
| 34                        | Marcel Duijn           | Pays-Bas       | +  | 6 min 13 s 34  |
| 35                        | Patrick Calcagni       | Suisse         | +  | 6 min 14 s 83  |
| 36                        | Javier Gomez           | Argentine      | +  | 6 min 27 s 66  |
| 37                        | Igor Bonciucov         | Moldavie       | +  | 6 min 28 s 19  |
| 38                        | Milan Kadlec           | Tchéquie       | +  | 6 min 40 s 65  |
| 39                        | Vasilis Anastopoulos   | Grèce          | +  | 6 min 45 s 30  |
| 40                        | Róbert Nagy            | Slovaquie      | +  | 6 min 50 s 58  |
| 41                        | David Kinjah           | Kenya          | +  | 8 min 00 s 86  |
| non-partant               | Laurent Jalabert       | France         | +  |                |